# Климент IX
Климе́нт IX (лат. Clemens PP. IX; в миру Джулио Роспильози, итал. Guilio Rospigliosi; 28 января 1600[…], Пистоя, Великое герцогство Тосканское — 9 декабря 1669[…], Рим) — папа римский с 20 июня 1667 года по 9 декабря 1669 года.

## Ранние годы
Джулио Роспильози родился 28 января 1600 года в Пистойе в дворянской семье. В юности был учеником иезуитов, далее изучал философию и теологию в Пизанском университете, а позже там же преподавал. В 1644 году был нунцием в Испании. Во время понтификата папы Иннокентия X (1644-1655) Роспильози жил в изгнании, поскольку папа не любил семью Барберини и их сторонников, к которым относился и Роспильози. При Александре VII в 1657 году он был назначен кардиналом. Руководил созданной во времена Урбана VIII Конгрегацией по делам государства. Это была должность, соответствующая нынешнему статс-секретарю.
После смерти Александра VII в 1667 году, под нажимом Франции, конклав избрал Роспильози Папой под именем Климента IX.

## Папство
Непотизм Климента был умеренным. Родственники папы не участвовали в делах управления церковью и Папским государством. Однако в дальнейшем не столько Папа, сколько римская курия управляла церковью и её политикой. Определяли эту политику главным образом представители итальянских аристократических родов, которые своей карьерой были обязаны непотизму предшествовавших Пап.
Ничего примечательного за короткое правление Климента IX не произошло. Папа был посредником во время заключения Ахенского мира 1668 года по результатам Деволюционной войны.
Он был популярен в народе, но не столько из-за благочестия или умелого управления церковью, сколько из-за его тяги к благотворительности и приветливости по отношению к людям. Два дня в неделю он служил в соборе Святого Петра в качестве исповедника, слушая всех, кто желал ему исповедоваться. Он часто посещал больницы и не скупился на милостыню бедным. В эпоху кумовства он не сделал почти ничего для обогащения своей семьи. Из скромности он, к примеру, запретил указывать своё имя на зданиях, возведенных в период его правления.

### Покровитель искусств
Климент IX был покровителем живописца Николя Пуссена, был страстным любителем оперной музыки и сочинял либретто (в частности, для оперы Стефано Ланди «Святой Але́ксей», 1634), способствовал постройке музыкального театра на месте старой городской тюрьмы.
Он украсил город скульптурами Джованни Лоренцо Бернини. Он также открыл первый публичный оперный театр в Риме, а в празднование Карнавала 1668 года в палаццо Роспильози была поставлена духовная опера "La Baltasara" на текст папы и музыку Антонио Мария Аббатини. Декорации для этой opera scenica sacra были изготовлены Бернини.

### Борьба с турками
Перед самой смертью Папа узнал о потере им Кандии (ныне Ираклион) — последнего христианского бастиона на занятом турками Крите. Папский флот, посланный туда под командованием непота Винченцо Роспильози, потерпел поражение (6 сентября 1669). От этих новостей папа заболел.

## Смерть и погребение
Климент умер в Риме, вероятно, от инфаркта, в декабре того же года. Его преемник, папа Климент X (1670-1676), построил для него богато украшенную гробницу в базилике Санта-Мария-Маджоре.